# Градов, Андрей Петрович
Андре́й Петро́вич Гра́дов (род. 29 января 1954, Москва) — советский и российский актёр театра, кино и дубляжа, диктор.

## Биография
Родился 29 января 1954 года в Москве в семье поэта, актёра, переводчика и драматурга Петра Градова (1925—2003) и Изиды Максимовой-Кошкинской (1930—1963). У него есть младшая сестра Татьяна (род. 1958), которая снималась в фильме «Операция „Ы“ и другие приключения Шурика» в роли Леночки, беспокойной внучки бабушки-сторожихи. Когда Андрею было 9 лет, его родители и сестра попали в автокатастрофу, в которой погибла мать, и внуков воспитывали дедушка и бабушка по материнской линии — Иоаким Максимов-Кошкинский, Заслуженный деятель искусств РСФСР и Татьяна Максимова-Кошкинская, киноактриса, драматург и переводчица.
В 1975 году Андрей Градов окончил Щукинское театральное училище (курс Л. Ставской). С 1977 года по настоящее время актёр сыграл более восьмидесяти ролей в советском и российском кинематографе, активно работает актёром закадрового озвучивания и дубляжа. Снялся попеременно в рекламных роликах чистящих средств от двух конкурирующих фирм («Fairy», «AOS»). С конца 1990-х годов по настоящее время снимается преимущественно в телесериалах.
Был голосом канала ТВ Центр с 1997 по 1999 год.

## Личная жизнь
Первая жена — Тамара Георгиевна Градова (1973—1975, в девичестве — Козлова), журналистка. Дочь — Екатерина Градова (1973 г. р.), работает оформителем-декоратором витрин. Имеются внуки.
Вторая жена — Наталья Градова (с 1977 года), в прошлом — манекенщица и врач.

## Фильмография

### Роли в кино и сериалах
1. 1977 — Побег из тюрьмы — Илья Строев, подпольщик
2. 1978 — Артём — адъютант
3. 1978 — Голубые молнии — Анатолий Ручьёв
4. 1978 — Сказка как сказка — музыкант
5. 1978 — Поздняя ягода
6. 1979 — Место встречи изменить нельзя — Коля Тараскин, сотрудник МУРа
7. 1979 — Мир в трёх измерениях
8. 1979 — Точка отсчёта — лейтенант
9. 1980 — Ледяная внучка — Гридя, гончар
10. 1980 — Петля Ориона — Андрей Семёнович
11. 1981 — Берегите женщин — Женя Масловский, студент журфака
12. 1981 — Семь счастливых нот — Андрей
13. 1982 — Казнить не представляется возможным
14. 1982 — Найти и обезвредить — Виктор
15. 1983 — Пароль — «Отель Регина» — чекист в поезде
16. 1983 — Пробуждение — адъютант
17. 1983 — Среди тысячи дорог… — Андрей, водолаз
18. 1984 — Наш внук работает в милиции — Григорий
19. 1984 — Гостья из будущего — Пётр Ишутин, обыватель XX века
20. 1984 — Тепло студёной земли — Олег Марич, мастер бурения
21. 1985 — Вина лейтенанта Некрасова — Алексей Табачников, штурман военного самолёта
22. 1985 — Кармелюк — Николенька
23. 1985 — На крутизне — Максюта
24. 1985 — По зову сердца — начальник штаба
25. 1986 — Секретный фарватер — Василий Князев
26. 1986 — На острие меча — польский пограничник, капрал
27. 1986 — Приближение к будущему
28. 1987 — Девушки из «Согдианы» — Саид, тренер женской команды по хоккею на траве
29. 1988 — Преследование
30. 1988 — Приморский бульвар — Володя, жених Лены
31. 1989 — Прямая трансляция — Лебедь
32. 1989 — Возьми меня с собой — Андрей, моряк
33. 1990 — Динозавры XX века — бандит
34. 1990 — Овраги — Воробьёв
35. 1991 — Вербовщик — Саша Родин
36. 1991 — Личное оружие — Феликс Николаев, подполковник милиции
37. 1992 — Идеальная пара — Андрей
38. 1993 — Аз воздам — Ян Бжоска
39. 1993 — Кумпарсита — врач
40. 1993 — Страсти по Анжелике — Гоша, следователь
41. 1999 — Будем знакомы! — Игорь Эдуардович, отец Кристины
42. 1999 — Зигзаг / Zig Zag (США) — министр энергетики России Дмитрий Голицын / майор милиции Дмитрий Ефанов
43. 2000 — Что сказал покойник — дипломат
44. 2000 — Салон красоты — Аргунов
45. 2000 — Марш Турецкого (2 сезон) — Борис Немировский, друг Турецкого
46. 2001 — Удар Лотоса — Андрей
47. 2001 — Дальнобойщики (серия № 20 «Вероника») — Виктор Викторович, ботаник
48. 2001 — Кобра. Антитеррор (фильм № 4 «Обратный отсчёт») — Рыков
49. 2002 — Дронго — помощник депутата Лазарева
50. 2002 — Налог на убийство
51. 2002 — Русские в городе ангелов — Киреев
52. 2003 — Приключения мага (серия № 3 «Предсмертный гороскоп») — Барский
53. 2003 — Желанная — Кирилл Львович, сотрудник КГБ
54. 2003 — Сыщики 2 (фильм № 2 «Вспышка») — Андрей Причастнов, адвокат
55. 2003 — 2004 — Ундина — Александр Флавин
56. 2004 — Пограничный блюз / Border Blues — Киреев
57. 2004 — Игра на выбывание — Андрей Поздняков, майор ФСБ
58. 2005 — Чёрная богиня — Александр Жуков
59. 2006 — Аэропорт 2 (серия № 21 «Группа крови») — Дмитрий
60. 2006 — Женские истории (серия № 20 «Цена любви») — Владислав Аркадьевич
61. 2006 — Счастье по рецепту — Борис, отец Эллы
62. 2006 — Терновый венец
63. 2007 — Адвокат 4 (фильм № 3 «Любовник») — Борис Георгиевич Агеев
64. 2007 — Белка в колесе — авиапассажир VIP-класса, бизнесмен
65. 2007 — Если у вас нету тёти — Кирилл
66. 2007 — Судебная колонка (серия № 11 «У всякого своя правда») — прокурор
67. 2007 — Формула стихии — Улафсон
68. 2008 — Осенний детектив — Роман Евгеньевич Кудрявцев, следователь прокуратуры
69. 2008 — Псевдоним «Албанец» — Владимир Платонович, куратор
70. 2009 — Дикий — Марк Янович Либензон
71. 2009 — Кровь не вода — Георгий Соколов
72. 2009 — Платина 2 — Владимир Петрович Лышенко, полковник
73. 2009 — Дворик — Фролов, бизнесмен
74. 2010 — Богатая Маша — Дмитрий Черновицкий, отец Маши
75. 2010 — Найди меня — следователь
76. 2010 — Путейцы 2 (серия № 14 «Случайная встреча») — начальник Кириллова
77. 2010—2011 — Институт благородных девиц — Николай Васильевич Склифосовский
78. 2011 — Лектор — генерал ФСБ
79. 2011 — Ночь одинокого филина — лесник
80. 2011 — Самый лучший фильм 3-ДЭ — киноакадемик
81. 2013 — Недотрога — Борис Бергер
82. 2013—2015 — Молодёжка — Пётр Антонович Морозов, отец Алины
83. 2017 — Икра — Андрей Николаевич Решетов, генеральный прокурор
84. 2017 — Шуберт — Олег Абрамцев
85. 2017 — По ту сторону смерти — Павел Михайлович Климов, генерал-майор юстиции, заместитель председателя СК РФ
86. 2019 — Адвокат Ардашевъ (фильмы «Маскарад со смертью» и «Тайна персидского обоза») — Ипполит Фон-Раевский
87. 2022 — Стая — Николай Денисович Кротов, подполковник полиции

### Киножурнал «Ералаш»
1. 1995 — Выпуск № 110 (сюжет «Кем быть?»)[4] — отец мальчика

### Киножурнал «Фитиль»
1. 2001 — Выпуск № 414 (новелла «Для вас, женщины!») — Сергеев, генерал-лейтенант МВД

### Озвучивание
- 1991 — Виват, гардемарины! — князь Никита Оленев
- 1992 — Гардемарины 3 — князь Никита Оленев

### Дубляж и закадровое озвучивание

#### Телесериалы
1. 1981 — Богатые тоже плачут — Бето Сальватьерра (Гильермо Капетильо), Суарес (Гастон Тусет), Хайме (Артуро Лорка) и другие мужские роли[5]
2. 1984 — Полиция Майами: Отдел нравов[6] — половина мужских ролей

#### Мультсериалы
- 2018 — Удивительный мир Гамбола[6] — Лесли, некоторые второстепенные персонажи (6 сезон)